# Jaime Jerez
Jaime Antonio Jerez Carrasco (n. Santiago, Chile, 25 de mayo de 1988) es un futbolista chileno. Juega de defensa jugó en club deportivo San Juan de graneros

## Clubes
| Club              | País  | Año       |
| ----------------- | ----- | --------- |
| Deportes Temuco   | Chile | 2008-2011 |
| San Luis          | Chile | 2012      |
| Santiago Morning  | Chile | 2013-2014 |
| San Antonio Unido | Chile | 2014-2015 |
| Deportes Pintana  | Chile | 2015-2017 |
| Deportes Recoleta | Chile | 2018      |